# Dugo Selo (Gvozd)
Dugo Selo (másképpen Dugo Selo Lasinjsko) falu Horvátországban, Sziszek-Monoszló megyében. Közigazgatásilag Gvozd községhez tartozik.

## Fekvése
Sziszektől légvonalban 38, közúton 56 km-re nyugatra, Károlyvárostól légvonalban 25, közúton 41 km-re keletre, községközpontjától légvonalban 14, közúton 25 km-re északra, a Kordun keleti részén, az úgynevezett Báni végvidéken, Stipantól északra, a Kulpa bal partja közelében, a Trepčáról Lasinjára menő út mentén fekszik. Településrészei Radovići, Arbutine, Markovine és Gvojići.

## Története
Dugo Selo település a  környék számos településéhez hasonlóan a 17. század vége felé népesült be, amikor Bosznia területéről menekülő pravoszláv szerbek érkeztek ide. A falu a katonai határőrvidék része lett. A 18. század közepén megalakult a Glina központú első báni ezred, melynek fennhatósága alá ez a vidék is tartozott. 1881-ben megszűnt a katonai közigazgatás. A településnek 1857-ben 650, 1910-ben 1025 lakosa volt. Zágráb vármegye Vrginmosti járásához tartozott. Lakói szegény földművesek voltak. 1918-ban az új szerb-horvát-szlovén állam, majd később Jugoszlávia része lett.
A második világháború idején szerb többségű lakossága részben elmenekült, de sokakat meggyilkoltak, elhurcoltak, mások pedig partizánnak álltak. Az usztasa támadásig a falunak nem volt halálos áldozata. Emiatt kevesebb volt a faluból elmenekülők száma is, így sokan estek áldozatul az usztasa terrornak. 1941 decemberében az ellenséges erők teljesen lerombolták a települést. A Lasinja melletti brezjei erdőben 1941. december 21-én Dugo Selo és a környék falvainak 433 lakosát, köztük sok nőt és gyermeket végeztek ki. A faluból 180-an vettek részt a felszabadító harcokban, közülük 36-en harcosként estek el a harcok során, míg 482 főt az usztasák és a németek gyilkoltak meg, 24-en a tífuszjárvány áldozatai lettek és további 10 lakos lett a harcok áldozata. A település teljes embervesztesége 552 fő volt.
A háború után megindult az újjáépítés. A délszláv háború idején szerb lakossága a jugoszláv és szerb erőket támogatta. A Krajinai Szerb Köztársaság része volt. A horvát hadsereg a Vihar hadművelet keretében 1995. augusztus 7-én foglalta vissza települést, melyet teljesen leromboltak. A szerb lakosság elmenekült, de később néhányan visszatértek. 2011-ben 46 lakosa volt, akik főként mezőgazdasággal és állattartással foglalkoztak.

## Népesség
| Lakosság változása | Lakosság változása | Lakosság változása | Lakosság változása | Lakosság változása | Lakosság változása | Lakosság változása | Lakosság változása | Lakosság változása | Lakosság változása | Lakosság változása | Lakosság változása | Lakosság változása | Lakosság változása | Lakosság változása | Lakosság változása |
| ------------------ | ------------------ | ------------------ | ------------------ | ------------------ | ------------------ | ------------------ | ------------------ | ------------------ | ------------------ | ------------------ | ------------------ | ------------------ | ------------------ | ------------------ | ------------------ |
| 1857               | 1869               | 1880               | 1890               | 1900               | 1910               | 1921               | 1931               | 1948               | 1953               | 1961               | 1971               | 1981               | 1991               | 2001               | 2011               |
| 650                | 786                | 767                | 943                | 990                | 1.025              | 908                | 1.108              | 653                | 720                | 676                | 599                | 507                | 385                | 64                 | 46                 |